# Terastia
Terastia é um gênero de mariposa pertencente à família Crambidae.

## Especias
- Terastia egialealis  (Walker, 1859)
- Terastia margaritis  (C. Felder, R. Felder & Rogenhofer in C. Felder, R. Felder & Rogenhofer, 1875)
- Terastia meticulosalis  Guenée, 1854
- Terastia proceralis  Lederer, 1863
- Terastia subjectalis  Lederer, 1863